# Leptogenys ankhesa
Leptogenys ankhesa är en myrart som beskrevs av Bolton 1975. Leptogenys ankhesa ingår i släktet Leptogenys och familjen myror. Inga underarter finns listade i Catalogue of Life.